# Alberfeldkogel
Alberfeldkogel je vápencová hora v Höllengebirge v horním Rakousku o nadmořské výšce 1707 metrů. Z vrcholu je dobrý výhled na jezera Solné komory a na zaledněný masiv Dachsteinu.

## Kříž Evropy
23. června 2006, v době kdy Rakousko předsedalo Radě Evropské unie, byl na vrcholu vztyčen Kříž Evropy (Europakreuz). Pět metrů vysoký kříž je postaven z jednotlivých kostek stejného tvaru a velikosti. Každá kostka symbolizuje jeden členský stát EU a obsahuje kámen z daného státu.

## Výstup a ferrata HTL Wels
Alberfeldkogel je snadno dostupný od horní stanice lanovky z Ebensee na Feuerkogel. Cesta po pohodlné turistické stezce trvá asi 50 minut.
20. května 2011 byla otevřena zajištěná cesta HTL Wels po strmé skále na východní straně. K nástupu na ferratu je potřeba sejít z turistické stezky. Ferrata končí přímo u vrcholového kříže a dosahuje maximálně obtížnosti C podle rakouské stupnice.

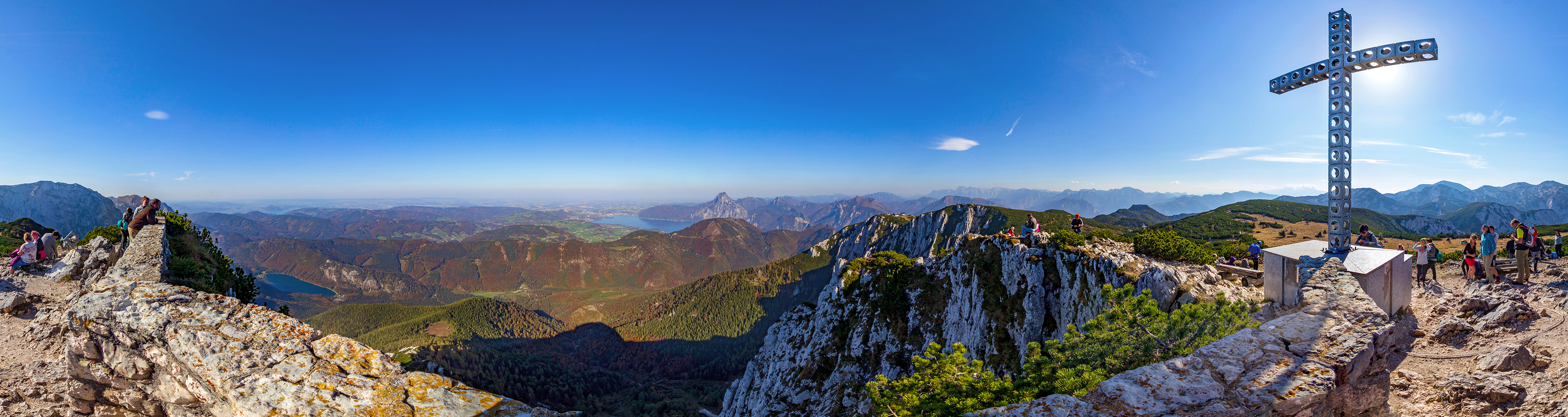
360° panorama z vrcholu